# Mercoledì delle ceneri (romanzo)
Mercoledì delle ceneri è il secondo romanzo dello scrittore Ethan Hawke, pubblicato per la prima volta nel 2002.

## Trama
Jimmy si è arruolato nell'esercito per capriccio, Christy è una giovane infermiera con la testa sulle spalle. I due si amano, si lasciano, si rimettono insieme, litigano, aspettano un figlio, si adorano, si odiano e si sposano. Giungono a New Orleans, dopo un viaggio ai limiti del surreale, sul finire del Martedì Grasso, sempre più confusi e instabili.

## Edizioni
- Ethan Hawke, Mercoledì delle ceneri, traduzione di Martina Testa, collana Sotterranei, Minimum fax, 2003,  p. 268.